# کریستوس منداس
کریستوس منداس (یونانی: Χρήστος Μανδάς؛ زادهٔ ۱۷ سپتامبر ۲۰۰۱) بازیکن فوتبال است.
از باشگاه‌هایی که در آن بازی کرده‌است می‌توان به باشگاه فوتبال آترومیتوس اشاره کرد.
وی همچنین در تیم‌های ملی فوتبال زیر ۱۷، ۱۹ و ۲۱ سال یونان بازی کرده‌است.